# Irkliiv, Ciornobai
Irkliiv (în ucraineană Іркліїв) este localitatea de reședință a comunei Irkliiv din raionul Ciornobai, regiunea Cerkasî, Ucraina. În secolul al XIX-lea, satul făcea parte din volostul Irkliiv, uezdul Zolotonoșa.

## Demografie
Componența lingvistică a localității Irkliiv
     Ucraineană (96,67%)
     Rusă (2,99%)
     Alte limbi (0,21%)
Conform recensământului din 2001, majoritatea populației localității Irkliiv era vorbitoare de ucraineană (96,67%), existând în minoritate și vorbitori de rusă (2,99%).